# Famille de Saint-Just d'Autingues
La famille de Saint-Just d'Autingues est une famille subsistante de la noblesse française.
Elle est illustrée par trois générations d'hommes politiques.
Cette famille n'est pas à confondre avec celle de Louis Antoine de Saint-Just (1767-1794), personnalité de la Révolution française.

## Histoire
La famille de Saint-Just d'Autingues remonte sa filiation à Maurice de Saint-Just, écuyer avant 1639.
Elle a été maintenue noble en 1742.
Elle a obtenu une ordonnance de décharge du droit de franc-fief rendue le 21 novembre 1760 par l'intendant de Picardie, en raison de noblesse d'extraction (BN Carrés d'Hozier 361).
Elle a été admise à l'ANF en 1954.

## Personnalités
- Victor de Saint-Just d'Autingues (1862-1933), général de division avec de brillants états de service pendant la Première Guerre mondiale, député du Pas-de-Calais, maire d'Ardres.
- François de Saint-Just d'Autingues (1896-1989), député du Pas de Calais.
- Paul de Saint-Just d'Autingues (1887-1966), maire d'Autingues
  - Antoine de Saint-Just d'Autingues (1923-2003), maire d'Autingues (jusqu'en 1998)
    - Wallerand de Saint-Just d'Autingues (1950), avocat, conseiller régional, trésorier du Front national
    - Blaise de Saint-Just d'Autingues (1963), maire d'Autingues (depuis 2014)[4].

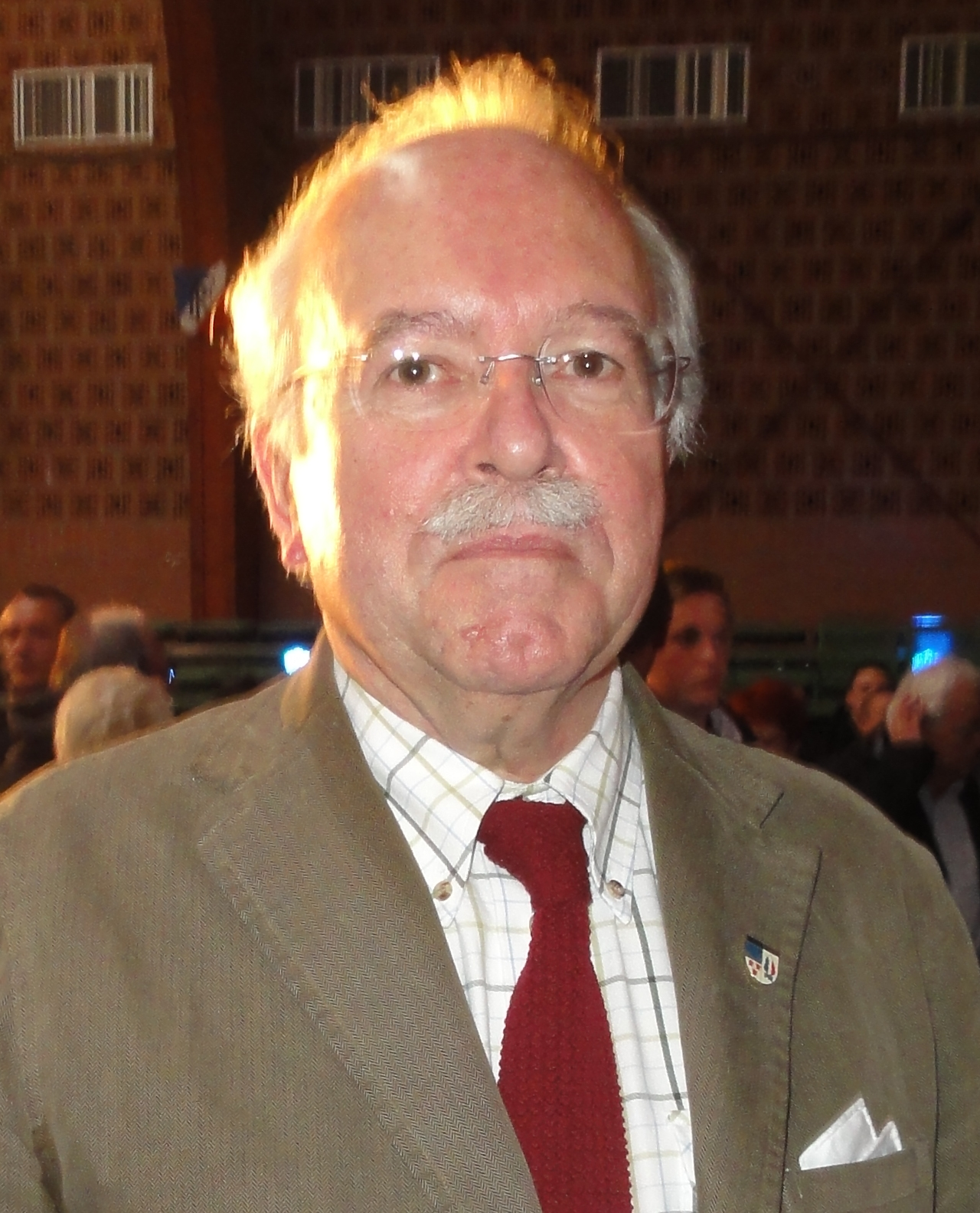
Wallerand de Saint-Just

## Armes
La famille de Saint-Just d'Autingues porte pour armes : D'azur, à une fasce d'or, accompagnée en chef d'une croix d'argent, alaisée et pattée, et, en pointe, d'un lion de même, langué et onglé de gueules.

## Alliances
Les principales alliances de la famille de Saint-Just d'Autingues sont : Taffin de Givenchy (1851, 1884), de Malet de Coupigny (1919), Curial, de La Barre de Nanteuil (1923), de Tisseuil (1950), de Proyart de Baillescourt, de Glos (1974).